# Virônia
Virônia (português brasileiro) ou Virónia (português europeu) (Latim: Vironia; Plattdeutsch: Wierland; Nórdico antigo: Virland) é uma antiga região independente da Estônia. Atualmente está dividida entre a região de Ida-Viru ou Virônia Oriental e a região de Lääne-Viru ou Virônia Ocidental. Os vironianos construíram muitas fortificações na região, como Tarwanpe (atual Rakvere) e Agelinde. 

## Paróquias (kilikunda's)
- Maum (Mahu)
- Laemund (Lemmu, também conhecida por Pudiviru)
- Askælæ (Äskälä)
- Repel (Rebala)
- Alentagh (Alutaguse)